# Hidroelektrana Peručica
Hidroelektrana Peručica är ett vattenkraftverk i Montenegro. Det ligger i den centrala delen av landet. Hidroelektrana Peručica ligger 66 meter över havet.
Terrängen runt Hidroelektrana Peručica är huvudsakligen kuperad, men söderut är den bergig. Hidroelektrana Peručica ligger nere i en dal. Omgivningarna runt Hidroelektrana Peručica är en mosaik av jordbruksmark och naturlig växtlighet.